# Adamowo (Litwinki)
Pawłowicze – część wsi Litwinki w Polsce, położona w województwie podlaskim, w powiecie sokólskim, w gminie Kuźnica. Dawna osada młyńska w gminie wiejskiej Zalesie, w powiecie sokólskim województwa białostockiego II Rzeczypospolitej.
W latach 1975–1998 Adamowo administracyjnie należało do województwa białostockiego.